# Campeonato Paulista de Futebol Feminino Sub-20 de 2024
O Campeonato Paulista Feminino Sub-20 de 2024 foi a terceira edição deste torneio estadual de futebol feminino organizado pela Federação Paulista de Futebol (FPF).
O torneio compreendeu quatro distintas fases e envolveu a participação de um total de 11 clubes, ocorrendo no período de 19 de maio a 20 de agosto. A fase inicial consistiu na divisão dos participantes em três grupos, nos quais os clubes enfrentaram seus oponentes da mesma chave em partidas de turno e returno. Nas fases subsequentes, a determinação dos avançados para a fase seguinte baseou-se no resultado agregado das duas partidas, culminando na redução progressiva do número de clubes a cada fase até a disputa da final.
O título da edição foi conquistado pelo São Paulo, que venceu a decisão contra a Ferroviária, com um placar agregado de 5 a 2. Este triunfo marcou o primeiro título na história do clube paulistano neste torneio.

## Formato e participantes
O regulamento do Campeonato Paulista Sub-20 Feminino consistiu em quatro fases: na primeira, as onze agremiações participantes foram divididas em três grupos e se enfrentam em jogos de ida e volta, classificando os dois primeiros de cada chave, além dos dois melhores terceiros colocados às semifinais. Nas quartas de final, quatro embates eliminatórios foram formados conforme o cruzamento olímpico. Os onze participantes foram:
| Equipe              | Cidade             | Participações | Títulos         |
| ------------------- | ------------------ | ------------- | --------------- |
| Centro Olímpico     | São Paulo          | —             | —               |
| Corinthians         | São Paulo          | 2             | —               |
| Ferroviária         | Araraquara         | 2             | 2 (2022 e 2023) |
| Independente-SP     | Limeira            | 2             | —               |
| Ituano              | Itu                | —             | —               |
| Marília             | Marília            | —             | —               |
| Mauaense            | Mauá               | —             | —               |
| Red Bull Bragantino | Bragança Paulista  | 2             | —               |
| Santos              | Santos             | 2             | —               |
| São Caetano         | São Caetano do Sul | —             | —               |
| São Paulo           | São Paulo          | 2             | —               |

## Primeira fase
Os primeiros jogos da fase de grupos tiveram início em 19 de maio, com a rodada inaugural sendo finalizada no dia seguinte. No dia 30 do mês seguinte, a primeira fase chegou ao seu término, e os seguintes clubes garantiram sua classificação para as quartas de final: São Paulo, Santos, Red Bull Bragantino, Ferroviária, Corinthians, Independente, Centro Olímpico e Mauaense.

## Fases finais
Após a conclusão da primeira fase, os oito times classificados foram distribuídos em quatro confrontos eliminatórios, realizados em jogos de ida e volta. Centro Olímpico e Ferroviária abriram a fase eliminatória, com a vitória mínima do clube de Araraquara. No mesmo dia, os outros jogos foram realizados, com o Corinthians derrotando o Red Bull Bragantino por 1 a 0. Enquanto isso, Santos e São Paulo golearam respectivamente o Independente e o Mauaense por 7 a 0. No jogo de volta, a Ferroviária e o Santos venceram por 3 a 0. O São Paulo, por sua vez, goleou novamente seu adversário, desta vez por 15 a 0. Por fim, o Corinthians garantiu a classificação ao empatar em 1 a 1.
Corinthians e São Paulo deram início às semifinais em 27 de julho, no estádio Gabriel Marques da Silva, em Santana de Parnaíba. O único gol da partida foi marcado aos 42 minutos do primeiro tempo, quando a são-paulina Késia aproveitou o rebote da goleira. O São Paulo garantiu a classificação ao vencer o segundo jogo por 2 a 0. Na outra semifinal, a Ferroviária venceu o Santos por 1 a 0 no primeiro jogo. No entanto, ao contrário do clássico Majestoso, perdeu o segundo jogo pelo mesmo placar, levando a decisão para a disputa de pênaltis, na qual a Ferroviária saiu vitoriosa por 3 a 1.
Com os finalistas definidos, a FPF divulgou a tabela da final em 2 de agosto, agendando os jogos para os dias 16 e 20 do mesmo mês, com o clube da capital disputando a finalíssima em Santana de Parnaíba. O primeiro jogo da final foi realizado na Fonte Luminosa, em Araraquara, e terminou com a vitória do São Paulo por 2 a 0, com gols de Késia e Icyla. No jogo de volta, a Ferroviária conseguiu momentaneamente anular a desvantagem ao marcar 2 a 0 no primeiro tempo, com gols de Laura e Anita. No entanto, o São Paulo reagiu rapidamente, diminuindo o placar com Ana Júlia dois minutos após o segundo gol da adversária. No segundo tempo, Késia e Vitorinha marcaram e viraram o jogo para o São Paulo. Com esse resultado, o clube da capital conquistou o título com um placar agregado de 5 a 2, feito alcançado ao vencer todos os jogos que disputou.
|  | Quartas de final    | Quartas de final | Quartas de final | Quartas de final |       |             | Semifinais       | Semifinais       | Semifinais       | Semifinais       |  |             | Final             | Final             | Final             | Final             |  |  |
|  | 7 a 22 de julho     | 7 a 22 de julho  | 7 a 22 de julho  | 7 a 22 de julho  |       |             | 27 a 31 de julho | 27 a 31 de julho | 27 a 31 de julho | 27 a 31 de julho |  |             | 16 e 20 de agosto | 16 e 20 de agosto | 16 e 20 de agosto | 16 e 20 de agosto |  |  |
|  |                     |                  |                  |                  |       |             |                  |                  |                  |                  |  |             |                   |                   |                   |                   |  |  |
|  | Independente-SP     | 0                | 0                | 0                |       |             |                  |                  |                  |                  |  |             |                   |                   |                   |                   |  |  |
|  | Santos              | 7                | 3                | 10               |       |             |                  |                  |                  |                  |  |             |                   |                   |                   |                   |  |  |
|  | Santos              | 7                | 3                | 10               |       | Santos      | 0                | 1                | 1 (1)            |                  |  |             |                   |                   |                   |                   |  |  |
|  |                     |                  |                  |                  |       | Santos      | 0                | 1                | 1 (1)            |                  |  |             |                   |                   |                   |                   |  |  |
|  |                     | Ferroviária (p.) | 1                | 0                | 1 (3) |             |                  |                  |                  |                  |  |             |                   |                   |                   |                   |  |  |
|  | Centro Olímpico     | Ferroviária (p.) | 1                | 0                | 1 (3) | 0           | 0                | 0                |                  |                  |  |             |                   |                   |                   |                   |  |  |
|  | Centro Olímpico     |                  |                  |                  |       | 0           | 0                | 0                |                  |                  |  |             |                   |                   |                   |                   |  |  |
|  | Ferroviária         | 1                | 3                | 4                |       |             |                  |                  |                  |                  |  |             |                   |                   |                   |                   |  |  |
|  | Ferroviária         | 1                | 3                | 4                |       |             |                  |                  |                  |                  |  | Ferroviária | 0                 | 2                 | 2                 |                   |  |  |
|  |                     |                  |                  |                  |       |             |                  |                  |                  |                  |  | Ferroviária | 0                 | 2                 | 2                 |                   |  |  |
|  |                     | São Paulo        | 2                | 3                | 5     |             |                  |                  |                  |                  |  |             |                   |                   |                   |                   |  |  |
|  | Corinthians         | São Paulo        | 2                | 3                | 5     | 1           | 1                | 2                |                  |                  |  |             |                   |                   |                   |                   |  |  |
|  | Corinthians         |                  |                  |                  |       | 1           | 1                | 2                |                  |                  |  |             |                   |                   |                   |                   |  |  |
|  | Red Bull Bragantino | 0                | 1                | 1                |       |             |                  |                  |                  |                  |  |             |                   |                   |                   |                   |  |  |
|  | Red Bull Bragantino | 0                | 1                | 1                |       | Corinthians | 0                | 0                | 0                |                  |  |             |                   |                   |                   |                   |  |  |
|  |                     |                  |                  |                  |       | Corinthians | 0                | 0                | 0                |                  |  |             |                   |                   |                   |                   |  |  |
|  |                     | São Paulo        | 1                | 2                | 3     |             |                  |                  |                  |                  |  |             |                   |                   |                   |                   |  |  |
|  | Mauaense            | São Paulo        | 1                | 2                | 3     | 0           | 0                | 0                |                  |                  |  |             |                   |                   |                   |                   |  |  |
|  | Mauaense            |                  |                  |                  |       | 0           | 0                | 0                |                  |                  |  |             |                   |                   |                   |                   |  |  |
|  | São Paulo           | 7                | 15               | 22               |       |             |                  |                  |                  |                  |  |             |                   |                   |                   |                   |  |  |

- As equipes que estão na parte superior do confronto possuem o mando de campo no primeiro jogo e em negrito as equipes classificadas.

### Gerais
- «Regulamento do Campeonato Paulista Feminino Sub-20 de 2024» (PDF). Federação Paulista de Futebol. Consultado em 22 de agosto de 2024. Cópia arquivada (PDF) em 22 de agosto de 2024

### Específicas
1. ↑  «Santos e São Paulo encaminham classificação com goleadas». Federação Paulista de Futebol. 7 de julho de 2024. Consultado em 22 de agosto de 2024. Cópia arquivada em 22 de agosto de 2024
2. ↑  «São Paulo goleia o Mauaense e define os confrontos das semifinais». Federação Paulista de Futebol. 28 de julho de 2024. Consultado em 22 de agosto de 2024. Cópia arquivada em 22 de agosto de 2024
3. ↑  «Santos, Corinthians e Ferroviária garantem vaga nas semifinais do torneio». Federação Paulista de Futebol. 27 de julho de 2024. Consultado em 22 de agosto de 2024. Cópia arquivada em 22 de agosto de 2024
4. ↑  «PAULISTA FEMININO SUB-20 - Santos, Corinthians e Ferroviária garantem vaga». Futebol Interior. 21 de julho de 2024. Consultado em 22 de agosto de 2024. Cópia arquivada em 22 de agosto de 2024
5. ↑  «São Paulo vence o Corinthians e fica mais perto da final». Federação Paulista de Futebol. 27 de julho de 2024. Consultado em 22 de agosto de 2024. Cópia arquivada em 22 de agosto de 2024
6. ↑  «Semifinais do Feminino Sub-20: São Paulo vence Corinthians e Santos recebe Guerreiras». Revista Comércio, Indústria e Agronegócio. 28 de julho de 2024. Consultado em 22 de agosto de 2024. Cópia arquivada em 22 de agosto de 2024
7. 1 2  «São Paulo e Ferroviária avançam e se enfrentam na final da categoria». Federação Paulista de Futebol. 31 de julho de 2024. Consultado em 22 de agosto de 2024. Cópia arquivada em 22 de agosto de 2024
8. ↑  «SOBERANAS NA FINAL! São Paulo bate o Corinthians e vai à decisão do Paulista feminino sub-20». OneFootball. 1 de agosto de 2024. Consultado em 22 de agosto de 2024. Cópia arquivada em 22 de agosto de 2024
9. ↑  «Ferroviária abre vantagem em cima do Santos na semifinal». Federação Paulista de Futebol. 28 de julho de 2024. Consultado em 22 de agosto de 2024. Cópia arquivada em 22 de agosto de 2024
10. ↑  «PAULISTA FEMININO SUB 20: Ferroviária abre vantagem em cima do Santos». Futebol Interior. 28 de julho de 2024. Consultado em 22 de agosto de 2024. Cópia arquivada em 22 de agosto de 2024
11. ↑  «Ferroviária vence o Santos nos pênaltis e vai enfrentar o São Paulo na final do Sub-20». Revista Comércio, Indústria e Agronegócio. 1 de agosto de 2024. Consultado em 22 de agosto de 2024. Cópia arquivada em 22 de agosto de 2024
12. ↑  «Detalhes das finais do Paulistão Feminino Sub-20 estão definidos; confira». Federação Paulista de Futebol. 2 de agosto de 2024. Consultado em 22 de agosto de 2024. Cópia arquivada em 22 de agosto de 2024
13. ↑  «São Paulo abre vantagem em cima da Ferroviária na decisão». Federação Paulista de Futebol. 16 de agosto de 2024. Consultado em 22 de agosto de 2024. Cópia arquivada em 22 de agosto de 2024
14. ↑  «São Paulo vence a Ferroviária e abre vantagem na final do Paulista Feminino Sub-20». Revista Comércio, Indústria e Agronegócio. 16 de agosto de 2024. Consultado em 22 de agosto de 2024. Cópia arquivada em 22 de agosto de 2024
15. ↑  «Súmula da partida entre São Paulo e Ferroviária em 20 de agosto de 2024» (PDF). Federação Paulista de Futebol. 20 de agosto de 2024. Consultado em 22 de agosto de 2024. Cópia arquivada (PDF) em 22 de agosto de 2024
16. ↑  «São Paulo vence Ferroviária de virada e é campeão da categoria». Federação Paulista de Futebol. 20 de agosto de 2024. Consultado em 22 de agosto de 2024. Cópia arquivada em 22 de agosto de 2024
17. ↑  «FEMININO SUB-20: São Paulo é campeão diante da Ferroviária com nova vitória em casa». Futebol Interior. 20 de agosto de 2024. Consultado em 22 de agosto de 2024. Cópia arquivada em 20 de agosto de 2024
18. ↑  «Ferroviária é vice-campeã do Paulista Feminino Sub-20». Portal Morada. 20 de agosto de 2024. Consultado em 22 de agosto de 2024. Cópia arquivada em 22 de agosto de 2024
19. ↑  «São Paulo vence a Ferroviária e é campeão Paulista Feminino Sub-20». São Paulo Futebol Clube. 20 de agosto de 2024. Consultado em 22 de agosto de 2024. Cópia arquivada em 22 de agosto de 2024